# Paco Molina Balaguer
Francisco Paco Molina Balaguer (Alcoi, 1957) és un sindicalista valencià, secretari general de Comissions Obreres del País Valencià entre 2009 i 2017.
L'activitat sindical de Molina s'inicia l'any 1986, moment en què tanca l'empresa de filatures en que treballava, amb més de 100 anys d'història i un pes específic en l'economia alcoiana: Blanes Aracil.
Paco Molina va substituir a l'anterior secretari de CCOO PV Joan Sifre al Xé Congrés de 2009 amb una llista integradora. Va renovar al congrés de 2013 però va retirar la seua candidatura al següent de 2017 a causa de la divisió interna. El seu company de candidatura Arturo León el va succeir.